# Osogovo
L'Osogovo (en bulgare et en macédonien, Осогово ou Осоговска Планина) est un massif montagneux et une station de sports d'hiver située sur la frontière entre la Bulgarie et la Macédoine du Nord. La partie bulgare est incluse dans la province de Kyoustendil et la partie macédonienne dans les municipalités de Kotchani et de Kriva Palanka. Le massif fait environ 110 kilomètres de long et 50 kilomètres de large et son point culminant, le pic Rouen, atteint 2 251 mètres d'altitude.

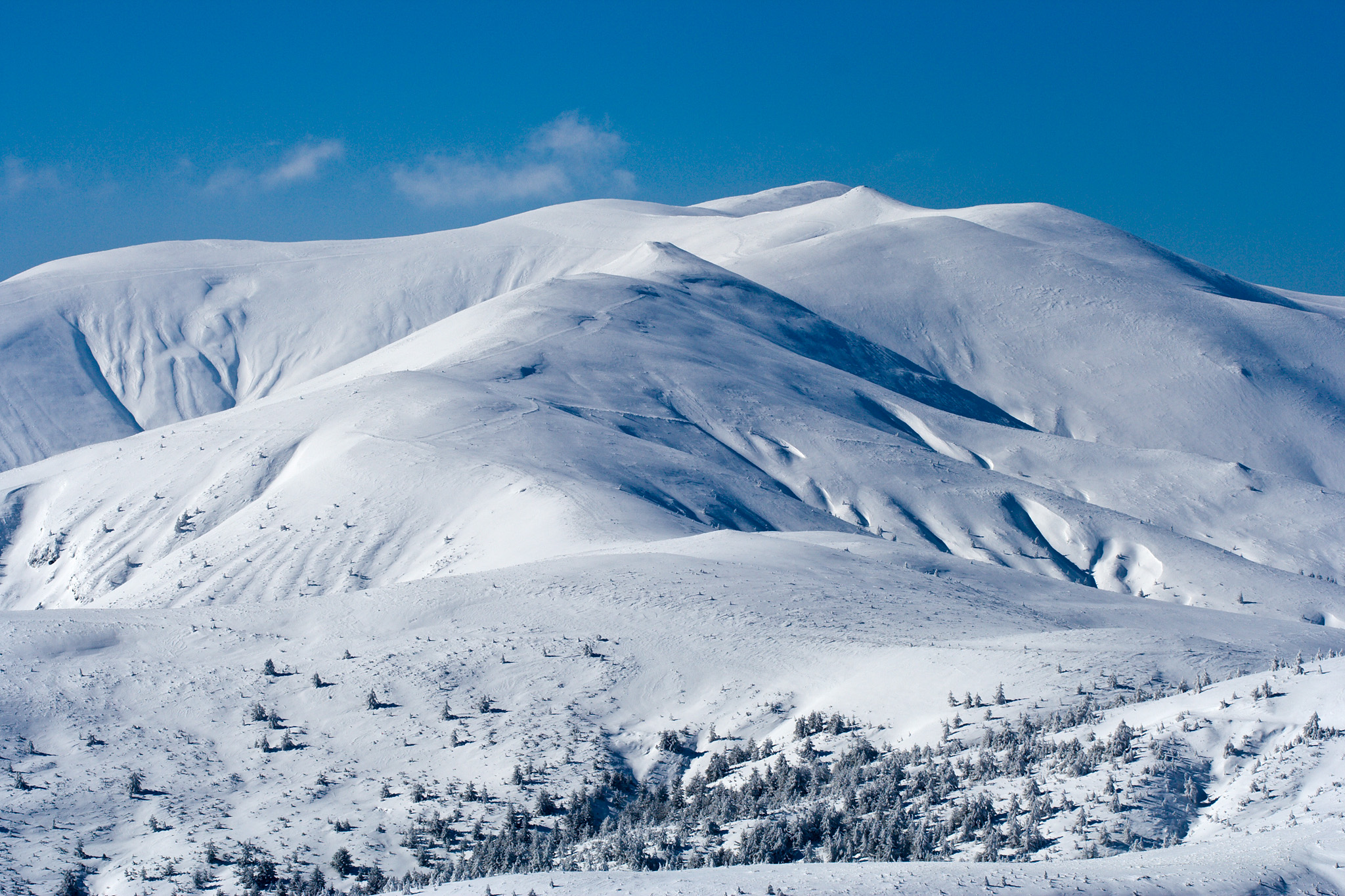
Vue du pic Rouen

Le massif, formé de roches volcaniques et de granite, est riche en minerais précieux.
Une légende attribue l'origine du nom du massif à des mineurs saxons qui y extrayaient l'or et l'argent. En proto-germanique, osso signifie « dieu » et gov, « endroit », donc Osogovo signifierait « endroit divin ».
Les rivières qui parcourent le massif sont le refuge du barbeau commun, de la chevesne et de la truite. Le massif est l'un des rares habitats du triton alpestre.
La vocation touristique de l'Osogovo est encouragée par la proximité de la ville bulgare de Kyoustendil et des villes macédoniennes de Kotchani et de Kriva Palanka.